# Francisco de Melo e Castro (Mosambik)
Francisco de Melo e Castro (* 1702 in Estremoz, Distrikt Évora; † zwischen 1765 und 1777) war ein portugiesischer Kolonialverwalter.
Francisco de Melo e Castro war der Sohn von André de Melo e Castro. Er war vom 1. Oktober 1705 bis zum 27. Juli 1713 Gouverneur von Mazagan. Vom 21. Februar 1750 bis zum 14. März 1758 war er Gouverneur von Mosambik.
Francisco de Melo e Castro war verheiratet mit Maria Joaquina Xavier da Silva (* 1698) und hatte sechs Söhne.